# Mikroguen
Pour les articles homonymes, voir Microgen.
 (octobre 2016).
Améliorez-le ou discutez des points à vérifier. 
Le laboratoire Mikroguen est un laboratoire pharmaceutique russe, dirigé par le professeur Anton Katlinski (en juin 2006).
Le nom Microgen est aussi orthographié « microguen » par la presse, également nommé « Groupement Science-Production Mikroguen ». 
Ce laboratoire a été très médiatisé en 2006 pour avoir mis au point un candidat vaccin russe contre le virus H5N1 de la grippe aviaire, testé à Moscou de mai à mi-août 2006 sur 120 volontaires non-hospitalisés (surtout des professionnels de la santé, des donneurs, des gens en bonne santé, âgés de 18 à 45 ans). 
Ce programme de test a été soumis à un comité d'éthique et les volontaires sont tous assurés. 
Le test est organisé par les laboratoires de l'Institut de recherche sur les vaccins et les sérums Metchnikov, sous la direction du Professeur Anton Katlinski de Mikroguen. Les volontaires seront suivis durant le test par l'Institut de la grippe de Saint-Pétersbourg et l'Institut Metchnikov des vaccins et des sérums de Moscou, dirigé par Vitali Zverev.
Ce vaccin aurait lors des premiers tests immunisé 95 % des rats vaccinés.
Un premier vaccin antigrippe aviaire en Russie fait l'objet de tests analogues à l'Institut de la grippe à Saint-Pétersbourg où les volontaires pétersbourgeois recevront 150 euros par test..
S'il est homologué, il devrait pouvoir être administré par injection intramusculaire ou sous-cutanée ou encore par voie buccale. 
Ce candidat-vaccin a été mis au point avec l'Institut de la grippe de l'Académie de médecine de Russie, à partir d’une souche vietnamienne, tuée, de H5N1. 
Anton Katlinski affirme que si les résultats sont positifs, Mikroguen peut produire un million de doses en 45 jours seulement, et de même pour un virus pandémique proche du H5N1.